# Chaînon Amargosa
Le chaînon Amargosa, en anglais Amargosa Range, est une chaîne de montagnes située dans le comté d'Inyo en Californie et dans le comté de Nye dans le Nevada, aux États-Unis. Elle s'étend sur 180 km de long et borde l'est de la vallée de la Mort la séparant du désert Amargosa. Le pic Grapevine en est le point culminant (2 663 m). Elle est prolongée au sud par les Black Mountains.

## Principaux sommets
- Pic Grapevine (2 663 m).
- Pic Pyramid (2 043 m).
- Pic Funeral (1 946 m).